# 오숭은
오숭은(吳崇殷, 1888년 11월 27일 ~ ?)은 한국의 법조인이다.

## 생애
평안북도 철산군 출신이다. 부유한 상인 가정에서 태어나 한일 병합 조약 체결 전부터 일찍 일본어를 익혔고, 경성부 배재학당을 거친 뒤 1907년에 일본 도쿄에 유학했다.
1909년 3월 메이지 학원을 졸업하고 1916년 7월 판검사 등용시험에 합격해 법조인이 되었다.
1916년 10월 황해지방법원 서흥지청 검사로 임명되었고 1920년 1월 판검사 임용시험에 합격한 후 6월 해주지방법원 서흥지청 검사에 임명되었고, 1921년 4월 평양지방법원 검사로 전임하였다. 1922년 7월부터 해주지방법원 검사를 지내다가 10월 정7위 서위되었고, 같은 달에 퇴직했다. 검사 생활은 약 2년 만에 그만두고 평양에 자리잡고 1922년 10월 변호사로 개업하였다. 평양 지역 유지로서 평양부회 의원을 두 차례 지냈고, 평남도회 민선의원으로도 당선되었다. 변호사로 근무하던 중인 1935년, 광산과 관련된 사기 독직 사건으로 장남과 함께 재판을 받았고, 유죄가 인정되어 징역 10개월형을 선고받은 적이 있다. 결국 1937년 5월 변호사 면허는 취소되었다.
광복 후 월남하여 서울에서 변호사로 일하였으나, 서울대학교 교수로 대한민국 전자공학계의 선구자인 차남 오현위와 장녀 외에 대부분의 가족들은 평양에 남았다. 독립운동가 강우규를 체포한 일로 유명한 친일파 관료 김태석이 반민족행위특별조사위원회에 체포되어 재판을 받을 때 변호를 맡았다. 변론 과정에서 오숭은은 김태석과 그의 반민행위를 지나치게 옹호하는 발언으로 물의를 빚었다.
이후 오숭은도 반민법 제5조 위반으로 구속되어 조사를 받았다. 이에 대해 지인들은 연명으로 진정서를 제출하여 오숭은이 평양지법 검사로 있을 때 거물급 친일파 선우순을 체포하려다가 해주로 좌천이 된 일이 있다고 주장하고, 친일 문제에 엄격했던 북조선인민위원회 치하에서도 1948년 월남할 때까지 아무 문제가 없었다는 점을 들어 석방을 촉구한 바 있다.
그러나 반민특위는 오숭은은 일제 검사 출신으로 평남도회 의원 등에 자진 입후보하고 변호사 자격 정지 후에는 군수품 공장을 운영하며 일제에 협조했으면서도 반성하는 태도가 없다는 점을 들어 "악질적 친일분자"로 규정지었다. 이후 반민특위의 입지가 흔들리면서 불기소 처분되어 처벌 받지 않았다. 그 후 단국대학교 교수로 지냈으며 1967년에 메이지대학 동창회 고문을 지냈다.
2008년 공개된 민족문제연구소의 친일인명사전 수록예정자 명단 중 사법 부문에 선정되었다.

## 같이 보기
- 김태석
- 오현위

## 참고자료
- 반민족행위특별조사위원회, 〈피의자 심문조서 - 오숭은〉(1)[깨진 링크(과거 내용 찾기)] (2)[깨진 링크(과거 내용 찾기)] (3)[깨진 링크(과거 내용 찾기)] (1949년 5월, 6월)
- 반민족행위특별조사위원회 김상돈 외 (1949년 6월 20일). “의견서 - 피의자 오숭은”. 국사편찬위원회. 2008년 1월 29일에 확인함.[깨진 링크(과거 내용 찾기)]
- 김지일 외 (1949년 7월). “진정서 - 피의자 오숭은”. 국사편찬위원회. 2008년 1월 29일에 확인함.[깨진 링크(과거 내용 찾기)]
- 친일인명사전편찬위원회 (2009). 《친일인명사전》. 538쪽.